# Bezruky (rejon charkowski)
Bezruky (ukr. Безруки) – wieś na Ukrainie, w obwodzie charkowskim, w rejonie charkowskim. W 2001 liczyła 2463 mieszkańców.